# István Gulyás
István Gulyás, född 14 oktober 1931 i Pecs i Ungern, död 31 juli 2000 i Budapest, var en ungersk tennisspelare, främst känd som framgångsrik Davis Cup-spelare. 
István Gulyás började spela tennis vid 13 års ålder och utvecklades till en framstående grusspecialist. Han rankades som ungersk etta under 13 år och var ungersk mästare i singel 15 gånger och i dubbel 18 gånger. Sin främsta internationella merit nådde han 1966 då han spelade final i Grand Slam-turneringen Franska mästerskapen. Han mötte där australiern Tony Roche som vann med 6-1, 6-4, 7-5. 
Gulyás deltog i det ungerska Davis Cup (DC)-laget 1958-71. Han spelade totalt 61 matcher av vilka han vann 34. Laget var under perioden måttligt framgångsrikt, vid fyra tillfällen nådde man kvartsfinalen i Europazonen, och vid ett tillfälle (1971) semifinal. Bland spelare som Gulyás besegrade finns svenskarna Jan-Erik Lundqvist och Ove Bengtson, britten Mike Sangster, holländaren Tom Okker och italienaren Nicola Pietrangeli.
Gulyás var flerårig president i det ungerska tennisförbundet.